# Kristjan Ehman
Kristjan Ehman (ur. 13 września 1990 w Tallinnie) – estoński skoczek narciarski. Reprezentant Estonii. Trzykrotny medalista letnich mistrzostw Estonii seniorów i trzykrotny medalista mistrzostw Estonii do lat 16.
W oficjalnych zawodach międzynarodowych w skokach narciarskich rozgrywanych przez Międzynarodową Federację Narciarską zadebiutował 23 marca 2005 w Rovaniemi podczas konkursu drużynowego mistrzostw świata juniorów, w którym, wraz z reprezentacją Estonii, zajął 15. pozycję. Na tych samych mistrzostwach wystąpił jeszcze w konkursie indywidualnym, gdzie zajął 65. miejsce.
Na MŚJ 2008 w konkursie drużynowym został zdyskwalifikowany, a reprezentacja Estonii sklasyfikowana została na 17. pozycji. W konkursie indywidualnym również został zdyskwalifikowany.'
W 2006 roku wziął udział w mistrzostwach krajów nordyckich juniorów. W konkursie indywidualnym zajął 12. pozycję, a w rywalizacji drużynowej, wspólnie z reprezentacją swojego kraju, wywalczył brązowy medal.
W swojej karierze raz brał udział w konkursie FIS Cup. 22 sierpnia 2008 w Predazzo zajął przedostatnią, 64. pozycję.
W kwietniu 2012 został skazany za produkcję dużej ilości kwasu 4-hydroksybutanowego, której dopuścił się wspólnie z Tõnisem Kartauem.

## Mistrzostwa świata juniorów
| Miejsce | Dzień     | Rok  | Miejscowość | Skocznia        | Punkt K | HS     | Konkurs  | Skok 1 | Skok 2 | Nota     | Strata    | Zwycięzca     |
| ------- | --------- | ---- | ----------- | --------------- | ------- | ------ | -------- | ------ | ------ | -------- | --------- | ------------- |
| 15.     | 23 marca  | 2005 | Rovaniemi   | Ounasvaara      | K-90    | HS-100 | druż.    | 70 m   | –      | 65,5 pkt | –         | Słowenia      |
| 65.     | 25 marca  | 2005 | Rovaniemi   | Ounasvaara      | K-90    | HS-100 | indywid. | 61,5 m | –      | 44,0 pkt | 108,0 pkt | Joonas Ikonen |
| 62.     | 27 lutego | 2008 | Zakopane    | Średnia Krokiew | K-85    | HS-94  | indywid. | DSQ    | –      | –        | 251,5 pkt | Andreas Wank  |
| 17.     | 29 lutego | 2008 | Zakopane    | Średnia Krokiew | K-85    | HS-94  | druż.    | DSQ    | –      | –        | –         | Niemcy        |

## FIS Cup
| Źródło                                                                        | Źródło         | Źródło              | Źródło              | Źródło       | Źródło       | Źródło     | Źródło     | Źródło              | Źródło    | Źródło    | Źródło    | Źródło    | Źródło   | Źródło   | Źródło     | Źródło     | Źródło | Źródło | Źródło  | Źródło   | Źródło  | Źródło | Źródło | Źródło | Źródło | Źródło | Źródło | Źródło | Źródło | Źródło | Źródło | Źródło | Źródło | Źródło | Źródło | Źródło | Źródło | Źródło | Źródło |
| ----------------------------------------------------------------------------- | -------------- | ------------------- | ------------------- | ------------ | ------------ | ---------- | ---------- | ------------------- | --------- | --------- | --------- | --------- | -------- | -------- | ---------- | ---------- | ------ | ------ | ------- | -------- | ------- | ------ | ------ | ------ | ------ | ------ | ------ | ------ | ------ | ------ | ------ | ------ | ------ | ------ | ------ | ------ | ------ | ------ | ------ |
| Sezon 2005/2006                                                               |                |                     |                     |              |              |            |            |                     |           |           |           |           |          |          |            |            |        |        |         |          |         |        |        |        |        |        |        |        |        |        |        |        |        |        |        |        |        |        |        |
| Predazzo                                                                      | Predazzo       | Bischofshofen       | Bischofshofen       | Sankt Moritz | Sankt Moritz | Vikersund  | Vikersund  | Kuopio              | Kuopio    | Seefeld   | Harrachov | Harrachov | Ljubno   | Ljubno   | Courchevel | Courchevel | Zaō    | Zaō    | Sapporo | Zakopane | punkty  | punkty | punkty | punkty | punkty | punkty | punkty | punkty | punkty | punkty | punkty | punkty | punkty | punkty | punkty | punkty | punkty | punkty | punkty |
| -                                                                             | -              | -                   | -                   | -            | -            | -          | -          | 38                  | 36        | -         | -         | -         | -        | -        | -          | -          | -      | -      | -       | -        | 0       | 0      | 0      | 0      | 0      | 0      | 0      | 0      | 0      | 0      | 0      | 0      | 0      | 0      | 0      | 0      | 0      | 0      | 0      |
| Sezon 2008/2009                                                               |                |                     |                     |              |              |            |            |                     |           |           |           |           |          |          |            |            |        |        |         |          |         |        |        |        |        |        |        |        |        |        |        |        |        |        |        |        |        |        |        |
| Oberwiesenthal                                                                | Oberwiesenthal | Szczyrbskie Jezioro | Szczyrbskie Jezioro | Predazzo     | Predazzo     | Einsiedeln | Einsiedeln | Szczyrbskie Jezioro | Harrachov | Harrachov | Yabuli    | Lauscha   | Eisenerz | Eisenerz | Notodden   | Notodden   | Ljubno | Ljubno | Zaō     | Zaō      | Sapporo | punkty |        |        |        |        |        |        |        |        |        |        |        |        |        |        |        |        |        |
| -                                                                             | -              | -                   | -                   | 64           | -            | -          | -          | -                   | -         | -         | -         | -         | -        | -        | -          | -          | -      | -      | -       | -        | -       | 0      |        |        |        |        |        |        |        |        |        |        |        |        |        |        |        |        |        |
| Legenda                                                                       |                |                     |                     |              |              |            |            |                     |           |           |           |           |          |          |            |            |        |        |         |          |         |        |        |        |        |        |        |        |        |        |        |        |        |        |        |        |        |        |        |
| 1 2 3 4-10 11-30 poniżej 30 dq – dyskwalifikacja - − zawodnik nie wystartował |                |                     |                     |              |              |            |            |                     |           |           |           |           |          |          |            |            |        |        |         |          |         |        |        |        |        |        |        |        |        |        |        |        |        |        |        |        |        |        |        |